# Meristoblemmus
Meristoblemmus is een geslacht van rechtvleugeligen uit de familie krekels (Gryllidae). De wetenschappelijke naam van dit geslacht is voor het eerst geldig gepubliceerd in 1936 door Jones & Chopard.

## Soorten
Het geslacht Meristoblemmus  is monotypisch en omvat slechts de volgende soort:
- Meristoblemmus lobifrons (Jones & Chopard, 1936)